# کامپیلوباکتر ژژونی
کامپیلوباکتر ژژونی (به انگلیسی: Campylobacter jejuni) یکی از باکتریهای شایع روده‌ای است. این باکتری گرم منفی شکلی مارپیچ (S شکل) داشته، هاگ تولید نمی‌کند و میکروآئروفیلیک است. متحرک ، اوره آز مثبت ، اکسیداز مثبت هستند و در دمای ۴۲ درجه سلسیوس در مجاورت با CO۲ رشد بهتری دارند.

## بیماریزایی
این باکتری یکی از علل شایع گاستروانتریت انسان در جهان است. مسمومیت غذایی و اسهال ناشی از این باکتری هرچند می‌تواند ناتوان‌کننده باشد ، ولی اغلب کشنده نیست. این باکتری ممکن است از علل بروز سندروم گیلن باره باشد. مطالعات نشان داده اند که حدود 31 درصد موارد GBS به عفونت کمپیلوباکتر نسبت داده می شود.
کمپیلوباکتر شایع‌ترین میکروارگانیسم در ایجاد مسمویت غذایی است که طبق آمار، سالانه ۲٫۴ میلیون نفر به علت آن در ایالات متحده با علائم دل پیچه، دل درد، اسهال و تب به مراکز درمانی مراجعه می‌کنند. علت این عفونت، اغلب به دلیل خوردن گوشت خام یا آلوده‌ی طیور است.

## باکتری شناسی
در لام مستقیم با رنگ آمیزی گیمسا و رنگ آمیزی اختصاصی نقره بهتر مشاهده می‌شود و باکتری‌های مارپیچی (Spiral) در زیر میکروسکوپ دیده می‌شود. محیط اختصاصی آن  Skirrow agar plates است که ۵–۳ روز طول می‌کشد تا رشد کند (حاوی آنتی بیوتیک‌های وانکومایسین، پلی میکسین و تری متوپریم) کلونی‌های به قطر ۲–۱ میلی‌متر روی این محیط ایجاد می‌شود.

## سیر بیماری
معمولاً بیماری‌های ناشی از آن خود‌محدود‌شونده هستند. حدود ۵–۱۰ درصد از عفونت‌هایی که توسط کمپیلوباکتر ژژونی گزارش می‌شود، احتمالاً مربوطه به کمپیلو باکتر کولای است. استفاده از آنتی بیوتیک طول بیماری را کاهش نمیدهد و به جز در مواردی توصیه نمی‌شود.